# Peter Schuijren
Peter Schuijren (Epen, 9 augustus 1944 – Sint Geertruid, 23 januari 2006) was een Nederlandse beeldhouwer.

## Levensloop
Schuijren studeerde aan de Maastrichtse Stadsacademie beeldhouwen bij Piet Killaers en op de Jan van Eyck Academie bij Arthur Spronken.
In 1970 opende hij de kunstgalerie Vivi te Maastricht, met tentoonstellingen van Hein Severijns, Piet Vos, Ton van Rotten, met documentaties van Jules Kockelkoren.
Hij maakte voornamelijk sculpturen in hardsteen, brons en marmer zowel figuratief als abstract. Zijn werk is geïnspireerd op vrouwenlichamen. "Marmer en vrouwen zijn mijn grootste passie", zei hij in een interview voor de krant. Zijn werken zijn wereldwijd tentoongesteld. Momenteel staan enkele grote werken in museum Kasteel Keukenhof.
Het marmer dat hij gebruikte haalde hij zelf uit Carrara, Italië, waar hij in 2003 werkte aan een 3 meter hoog en 9 ton zwaar stuk Statuaria-marmer uit de Michelangelo-groeve.
In 1975 kocht hij met zijn vrouw een hoeve in Sint Geertruid en verbouwde het atelier tot een bronsgieterij. Zij richtten schuren in als expositieruimtes en achter de boerderij kwam een glooiende beeldentuin in het Limburgse landschap. In zijn atelier zette hij een bloeiende lespraktijk met beeldhouwcursussen op. In dezelfde straat woonde de schilder en vriend Sjef Hutschemakers.
Met zijn eerste vrouw kreeg hij vier kinderen, onder wie de beeldhouwer Vivianne Schuijren, die in 2020 Galerie Vivi heropende in Maastricht, en fotograaf Jozef Schuijren uit Beek. Hij trouwde tweemaal en kreeg in totaal zeven kinderen.

## Werk in de openbare ruimte
- Animus anima - Landgoed Het Hof Bergen
- Ruiter op paard - Maastricht
- Ruiter met paard - Margraten